# Coupe de Serbie de football 2007-2008
Navigation
Coupe de Serbie 2006-2007 Coupe de Serbie 2008-2009
La Coupe de Serbie 2007-2008 est la 2e édition de la coupe nationale serbe. Elle prend place entre le 5 septembre 2007 et le 7 mai 2008, date de la finale disputée au stade du Partizan de Belgrade.
La compétition est remportée par le Partizan Belgrade, qui gagne son premier titre aux dépens du FK Zemun, pensionnaire de la deuxième division.

## Format
Un total de 37 équipes prennent part à la compétition. Cela inclut les douze clubs de la première division serbe lors de la saison 2006-2007, ainsi que les vingt équipes du deuxième échelon. Les cinq derniers clubs participants sont les différents vainqueurs des coupes régionales de la saison 2006-2007, c'est-à-dire le FK Teleoptik (Belgrade), le Sinđelić Niš (Est), le Mokra Gora (Kosovo-Métochie), le Sloga Kraljevo (Ouest) et le Big Bull Bačinci (Voïvodine).
L'intégralité des confrontations se jouent en un seul match à élimination directe. À l'exception de la finale, aucune prolongation n'est disputée en cas d'égalité à l'issue du temps réglementaire, la rencontre étant alors directement décidée par une séance de tirs au but.
Le vainqueur de la coupe se qualifie pour le deuxième tour de qualification de la Coupe UEFA 2008-2009. Si celui-ci est déjà qualifié pour une compétition européenne par un autre biais, cette place est réattribuée au finaliste. S'il est lui-même déjà qualifié, elle est alors reversée au championnat de première division.

## Tour préliminaire
Un tour préliminaire est disputé afin de réduire le nombre de participants à 32 dans la perspective des seizièmes de finale. Cette phase marque le début de la compétition et concerne les cinq derniers de la deuxième division 2006-2007 ainsi que les cinq vainqueurs des coupes régionales pour un total de dix équipes et cinq confrontations.
| Date              | Locaux                | Score             | Visiteurs            |
| ----------------- | --------------------- | ----------------- | -------------------- |
| 5 septembre 2007  | BASK Belgrade (D3)    | 1 - 1 (3 - 1 tab) | (D3) Obilić Belgrade |
| 5 septembre 2007  | Big Bull Bačinci (D3) | 6 - 3             | (D3) Radnički Pirot  |
| 5 septembre 2007  | Sinđelić Niš (D3)     | 2 - 2 (5 - 3 tab) | (D3) Dinamo Vranje   |
| 5 septembre 2007  | Mokra Gora (D4)       | 3 - 0             | (D3) Sloga Kraljevo  |
| 12 septembre 2007 | FK Teleoptik (D3)     | 2 - 0             | (D3) Mačva Šabac     |

## Seizièmes de finale
| Date              | Locaux                      | Score             | Visiteurs                     |
| ----------------- | --------------------------- | ----------------- | ----------------------------- |
| 25 septembre 2007 | Sinđelić Niš (D3)           | 1 - 0             | (D2) BSK Borča                |
| 26 septembre 2007 | Partizan Belgrade (D1)      | 4 - 1             | (D2) Rad Belgrade             |
| 26 septembre 2007 | OFK Belgrade (D1)           | 2 - 0             | (D2) OFK Mladenovac           |
| 26 septembre 2007 | Banat Zrenjanin (D1)        | 2 - 2 (5 - 4 tab) | (D2) ČSK Pivara Čelarevo      |
| 26 septembre 2007 | Bežanija Novi Belgrade (D1) | 3 - 1             | (D2) Radnički Pirot           |
| 26 septembre 2007 | Hajduk Kula (D1)            | 4 - 1             | (D2) Radnički Pirot           |
| 26 septembre 2007 | Radnički Niš (D2)           | 2 - 0             | (D1) Borac Čačak              |
| 26 septembre 2007 | Javor Ivanjica (D2)         | 3 - 0             | (D1) Mladost Lučani           |
| 26 septembre 2007 | FK Novi Pazar (D2)          | 0 - 3             | (D1) FK Smederevo             |
| 26 septembre 2007 | Napredak Kruševac (D1)      | 4 - 0             | (D3) BASK Belgrade            |
| 26 septembre 2007 | FK Teleoptik (D3)           | 1 - 2             | (D1) Étoile rouge de Belgrade |
| 26 septembre 2007 | FK Inđija (D3)              | 3 - 2             | (D1) Vojvodina Novi Sad       |
| 26 septembre 2007 | Big Bull Bačinci (D3)       | 2 - 4             | (D1) FK Čukarički             |
| 26 septembre 2007 | Mladost Apatin (D2)         | 1 - 2             | (D2) Srem Sremska Mitrovica   |
| 26 septembre 2007 | Vlasina Vlasotince (D2)     | 2 - 1             | (D2) Voždovac Belgrade        |
| 26 septembre 2007 | Mokra Gora (D4)             | 1 - 1 (3 - 4 tab) | (D2) FK Zemun                 |

## Huitièmes de finale
| Date            | Locaux                        | Score             | Visiteurs                   |
| --------------- | ----------------------------- | ----------------- | --------------------------- |
| 23 octobre 2007 | Radnički Niš (D2)             | 0 - 1             | (D1) Banat Zrenjanin        |
| 24 octobre 2007 | FK Smederevo (D1)             | 1 - 1 (3 - 5 tab) | (D1) FK Čukarički           |
| 24 octobre 2007 | Hajduk Kula (D1)              | 0 - 1             | (D2) Javor Ivanjica         |
| 24 octobre 2007 | Srem Sremska Mitrovica (D2)   | 0 - 3             | (D1) Partizan Belgrade      |
| 24 octobre 2007 | FK Inđija (D3)                | 0 - 2             | (D1) OFK Belgrade           |
| 24 octobre 2007 | Sinđelić Niš (D3)             | 2 - 0             | (D1) Bežanija Novi Belgrade |
| 24 octobre 2007 | FK Zemun (D2)                 | 1 - 1 (6 - 5 tab) | (D2) Vlasina Vlasotince     |
| 23 février 2008 | Étoile rouge de Belgrade (D2) | 3 - 1             | (D1) Napredak Kruševac      |

## Quarts de finale
| Date         | Locaux                 | Score             | Visiteurs                     |
| ------------ | ---------------------- | ----------------- | ----------------------------- |
| 19 mars 2008 | OFK Belgrade (D2)      | 1 - 1 (5 - 4 tab) | (D2) Javor Ivanjica           |
| 19 mars 2008 | FK Čukarički (D1)      | 1 - 1 (1 - 4 tab) | (D1) Étoile rouge de Belgrade |
| 19 mars 2008 | FK Zemun (D2)          | 1 - 0             | (D1) Banat Zrenjanin          |
| 19 mars 2008 | Partizan Belgrade (D1) | 5 - 1             | (D3) Sinđelić Niš             |

## Demi-finales
| Date          | Locaux                        | Score             | Visiteurs              |
| ------------- | ----------------------------- | ----------------- | ---------------------- |
| 16 avril 2008 | Étoile rouge de Belgrade (D1) | 2 - 3             | (D1) Partizan Belgrade |
| 16 avril 2008 | FK Zemun (D2)                 | 1 - 1 (4 - 3 tab) | (D1) OFK Belgrade      |

## Finale
| Titulaires :      |    |                           |     |
|                   |    |                           |     |
| G                 | 27 | 0 Mladen Božović          |     |
| D                 | 33 | 0 Darko Maletić           |     |
| D                 | 4  | 0 Nemanja Rnić            |     |
| D                 | 44 | 0 Nenad Đorđević          |     |
| D                 | 37 | 0 Ivan Obradović          |     |
| M                 | 8  | 0 Juca                    | 58e |
| M                 | 10 | 0 Almani Moreira          | 74e |
| M                 | 14 | 0 Đorđe Lazić (en)        |     |
| A                 | 17 | 0 Zoran Tošić             |     |
| A                 | 26 | 0 Lamine Diarra           |     |
| A                 | 35 | 0 Stevan Jovetić          | 88e |
|                   |    |                           |     |
| Remplaçants :     |    |                           |     |
| M                 | 31 | 0 Nikola Mitrović (en)    | 58e |
| A                 | 99 | 0 Slaven Stjepanović (en) | 74e |
| A                 | 88 | 0 Dragan Čadikovski (en)  | 88e |
|                   |    |                           |     |
| Entraîneur :      |    |                           |     |
| Slaviša Jokanović |    |                           |     |

| Titulaires :      |                      |     |
|                   |                      |     |
| 12                | Nemanja Jovšić       |     |
| 2                 | Bogoljub Cvejić      | 74e |
| 3                 | Ivan Ivanović        | 57e |
| 4                 | Vladimir Jovanović   |     |
| 5                 | Milan Mitrović (en)  |     |
| 6                 | Đuro Jandrić         |     |
| 7                 | Nikola Mijailović    | 57e |
| 8                 | Zoran Todorov        |     |
| 9                 | Boris Živanović (en) |     |
| 10                | Milan Srećo (en)     |     |
| 11                | Nemanja Zlatković    |     |
|                   |                      |     |
| Remplaçants :     |                      |     |
| 17                | Dejan Lekić          | 57e |
| 14                | Marko Vranić         | 57e |
| 18                | Ivan Milčić          | 74e |
|                   |                      |     |
| Entraîneur :      |                      |     |
| Slobodan Kustudić |                      |     |

| Titulaires :      |    |                           |     |
|                   |    |                           |     |
| G                 | 27 | 0 Mladen Božović          |     |
| D                 | 33 | 0 Darko Maletić           |     |
| D                 | 4  | 0 Nemanja Rnić            |     |
| D                 | 44 | 0 Nenad Đorđević          |     |
| D                 | 37 | 0 Ivan Obradović          |     |
| M                 | 8  | 0 Juca                    | 58e |
| M                 | 10 | 0 Almani Moreira          | 74e |
| M                 | 14 | 0 Đorđe Lazić (en)        |     |
| A                 | 17 | 0 Zoran Tošić             |     |
| A                 | 26 | 0 Lamine Diarra           |     |
| A                 | 35 | 0 Stevan Jovetić          | 88e |
|                   |    |                           |     |
| Remplaçants :     |    |                           |     |
| M                 | 31 | 0 Nikola Mitrović (en)    | 58e |
| A                 | 99 | 0 Slaven Stjepanović (en) | 74e |
| A                 | 88 | 0 Dragan Čadikovski (en)  | 88e |
|                   |    |                           |     |
| Entraîneur :      |    |                           |     |
| Slaviša Jokanović |    |                           |     |

| Titulaires :      |                      |     |
|                   |                      |     |
| 12                | Nemanja Jovšić       |     |
| 2                 | Bogoljub Cvejić      | 74e |
| 3                 | Ivan Ivanović        | 57e |
| 4                 | Vladimir Jovanović   |     |
| 5                 | Milan Mitrović (en)  |     |
| 6                 | Đuro Jandrić         |     |
| 7                 | Nikola Mijailović    | 57e |
| 8                 | Zoran Todorov        |     |
| 9                 | Boris Živanović (en) |     |
| 10                | Milan Srećo (en)     |     |
| 11                | Nemanja Zlatković    |     |
|                   |                      |     |
| Remplaçants :     |                      |     |
| 17                | Dejan Lekić          | 57e |
| 14                | Marko Vranić         | 57e |
| 18                | Ivan Milčić          | 74e |
|                   |                      |     |
| Entraîneur :      |                      |     |
| Slobodan Kustudić |                      |     |